# Quinebaug Lake State Park
Quinebaug Lake State Park ist ein State Park im US-Bundesstaat Connecticut auf dem Gebiet der Gemeinde Killingly. Er umgibt den 88 acre (36 ha) großen Quinebaug Lake, der im Süden durch einen Damm angestaut wurde.
Im Park gibt es Möglichkeiten zum Bootfahren und Angeln.

## Geographie
Der See hat einen Zufluss von Osten, den Quandock Brook, der den See am Südende wieder verlässt und zum Quinebaug River weiter westlich entwässert. Der nächstgelegene State Park ist der Old Furnace State Park im Osten, der durch die Interstate 395 abgetrennt wird.